# Tom Pendlebury
Thomas Pendlebury, detto Tom (Windsor, 30 gennaio 1913 – Windsor, 27 marzo 1975), è stato un cestista canadese.

## Carriera
Ha fatto parte della nazionale di pallacanestro del Canada che ha conquistato la medaglia d'argento alle Olimpiadi di Berlino 1936, ma non ha giocato alcuna partita e il suo nome non figura tra i premiati.
Nel periodo delle Olimpiadi, giocava con i Windsor Ford V-8's.